# نظرية جيمس لانج

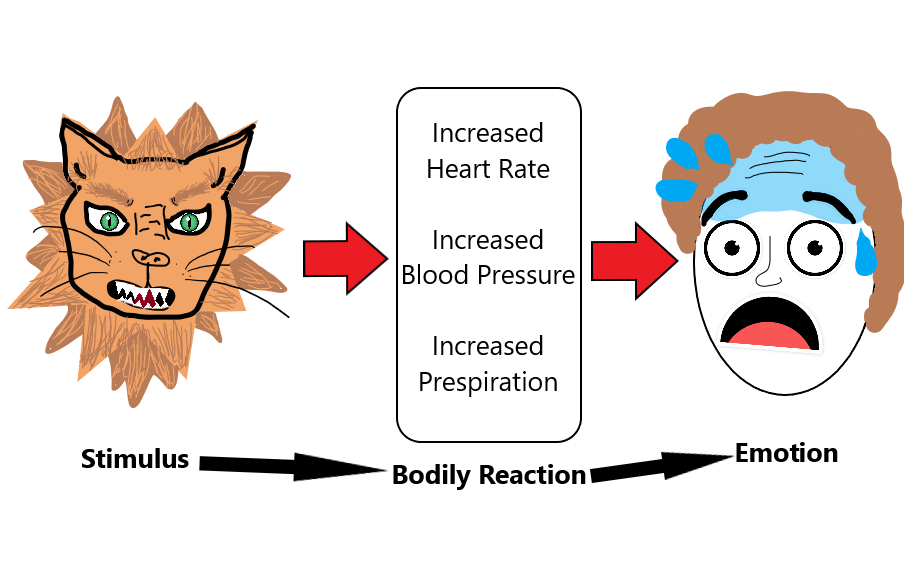
نظرية جيمس لانج(شكل الأسد هو رده الفعل الجسدي)

نظرية جيمس لانج، هي أقدم نظريات علم النفس لتفسير وفهم الإنفعال. ظهرت أواخر القرن التاسع عشر، حين توصل إليها العالم الأميركي ويليام جيمس والعالم الدنماركي كارل لانج كلٌ بمفرده. تنص النظرية على أن الانفعالات هي نتاج تغيرات عضوية وأن المظاهر الجسمية والعضوية التي تصاحب الانفعال هي السبب في ظهوره.

## النظرية
الأنفعالات تبعا لهذه النظرية هي مجموعة إحساسات مختلفة ناشئة عن تغيرات عضوية، والمظاهر الجسمية والعضوية التي تصاحب الأنفعال هي السبب في ظهوره، فالشخص السعيد، يكون كذلك لأنه يضحك وليس العكس أي أن الضحك هو سبب السعادة. وتدّعي النظرية أنه إذا أمكن تجريد الفرد من جميع التغيرات الجسمية والعضوية فإن الموقف يصبح موقفا إدراكيا خاليا من أي أنفعال.

## النقد
أثبتت عدة تتجارب خطأ هذه النظرية في تفسير الأنفعال، فقد تم حقن مجموعة من الأشخاص بهرمون الأدرينالين تحت توجيه ورعاية طبية، وظهرت عليهم أعراض جسمية مثل سرعة النبض وبرودة اليدين ورعشة في الذراعين والصوت وعدم الراحة، كما أكد الكثير منهم أنهم يشعرون أن شيئا ما سيحدث لهم أو أنهم سيبكون دون معرفة السبب لهذا الشعور، وقرروا أنهم يشعرون بالخوف لكنه غير حقيقي لأنه لايوجد مثير للخوف. أعتبرت هذه التجارب دليلاً على عدم صحة النظرية حيث أنه بعدما اثيرت الحالات العضوية المصاحبة للخوف أو الغضب دون وجود سبب حقيقي فإن الأشخاص لم يغضبوا أو يخافوا حقيقة.

## مقالات ذات صلة
- نظرية كانون- بارد